# خوسيه دو دوران
خوسيه دو دوران (بالإسبانية: José Durán)‏ (مواليد 8 يوليو 1951) هو سبّاح إسباني، مثّل بلاده في الألعاب الأولمبية الصيفية 1968.

## روابط خارجية
خوسيه دو دوران على موقع اللجنة الأولمبية الدولية (الإنجليزية)
- خوسيه دو دوران على موقع أوليمبيديا (الإنجليزية)
- خوسيه دو دوران على موقع اللجنة الأولمبية الإسبانية (الإسبانية)